# Macrobrochis atrata
Macrobrochis atrata là một loài bướm đêm thuộc phân họ Arctiinae, họ Erebidae.